# Liste der Monuments historiques in Vivy
Die Liste der Monuments historiques in Vivy führt die Monuments historiques in der französischen Gemeinde Vivy auf.

## Liste der Bauwerke
| Bezeichnung          | Beschreibung                       | Standort | Kennzeichnung | Schutzstatus | Datum | Bild |
| -------------------- | ---------------------------------- | -------- | ------------- | ------------ | ----- | ---- |
| Château des Coutures | Schloss, erbaut im 19. Jahrhundert | (Lage)   | PA49000007    | Inscrit      | 1996  |      |

## Liste der Objekte
- Monuments historiques (Objekte) in Vivy in der Base Palissy des französischen Kultusministeriums